# Nagyberezsnye
Nagyberezsnye (szlovákul: Breznica, korábban Veľká Breznica) község Szlovákiában, az Eperjesi kerületben, a Sztropkói járásban.

## Fekvése
Sztropkótól 5 km-re délre, az Ondava bal partján fekszik.

## Története
Mint I. Lajos király adományleveléből kiderül, Berezsnye már a 14. század közepén létezett, de valószínűleg már a 14. század előtt keletkezett. 1404-ben „Wrwzniche”, 1408-ban „Breza” néven említik. 1443-ban „Antiqua Breza”, 1454-ben „Nagbriza” alakban szerepel az oklevelekben. Ekkor 5 és fél jobbágytelek, 12 önálló és 5 zsellérháztartás után adózott, a sztropkói uradalomhoz tartozott. Szent Kozma és Damján tiszteletére szentelt régi fatemploma a 15. században épült, különálló harangtoronnyal. Birtokosai kezdetben a Perényiek, majd 1568-tól a Pethő család tulajdonában találjuk. 1600-ban 26 portát számoltak a faluban. A 17. században lakói elszegényedtek, számuk lényegesen csökkent. 1639-ben csak egy jobbágyporta adózott. A 18. századtól a Hadik Barkóczy család birtokában állt. 1715-ben 11, 1720-ban 7 adózó háztartása volt. 1787-ben 462-en lakták.
A 18. század végén Vályi András így ír róla: „BREZNITZE. Nagy Bresznitze, Velki Bresznitze. Tót falu Zemplén Vármegyében, lakosai katolikusok, fekszik Kis Breznitzének szomszédságában. Határja három nyomásbéli, ’s ha trágyáztatik, jó búzát terem, réttyei jók, legelője alkalmatos, fája tűzre elég, malma a’ szomszédságban, piatza Sztropkón, és Várannón, első Osztálybéli.”
1828-ban 555 volt a lakosok száma. Lakói mezőgazdasággal, fuvarozással, mészégetéssel, faárukészítéssel foglalkoztak. 1831-ben kolera, 1847-ben éhínség pusztított.
Fényes Elek 1851-ben kiadott geográfiai szótárában így ír a faluról: „Nagy-Breznicza, tót falu, Zemplén vmegyében, Sztropkó fiókja: 564 kath., 12 zsidó lak., 920 h. szántóföld. F. u. gr. Barkóczy. Ut. p. Komarnik.”
Iskolája 1888-ig a régi plébánia épületében működött, azután új épületet kapott. A század végén lakói közül többen a tengerentúlra vándoroltak ki.
Borovszky Samu monográfiasorozatának Zemplén vármegyét tárgyaló része szerint: „Nagyberezsnye, azelőtt Nagybrezsnyicze, az Ondava völgyében fekszik. Tót kisközség 85 házzal és 459 róm. kath. vallású lakossal. Postája és távírója Sztropkó, vasúti állomása Mezőlaborcz. A sztropkói uradalomhoz tartozott, de az 1598-iki összeírás szerint, a Pethő család mellett, Izdenczy György is birtokosa. 1603-ban Hetyey Andrást is némely részeibe iktatják. Később a Barkóczyak lesznek földesurai. Most idegen kézen van. 1869-ben a kolera szedte itt áldozatait. Róm. kath. temploma a mult század elején épült. Ide tartozik Paczató-major is.”
A trianoni diktátumig Zemplén vármegye Sztropkói járásához tartozott.

## Népessége
| Év:            | 1994. | 2004.    | 2014.    | 2024.   |
| -------------- | ----- | -------- | -------- | ------- |
| Emberek száma: | 645   | 725      | 813      | 849     |
| Eltérés:       |       | +12,40 % | +12,13 % | +4,42 % |

| Év:            | 2023. | 2024.   |
| -------------- | ----- | ------- |
| Emberek száma: | 848   | 849     |
| Eltérés:       |       | +0,11 % |

1910-ben 413, túlnyomórészt szlovák lakosa volt.

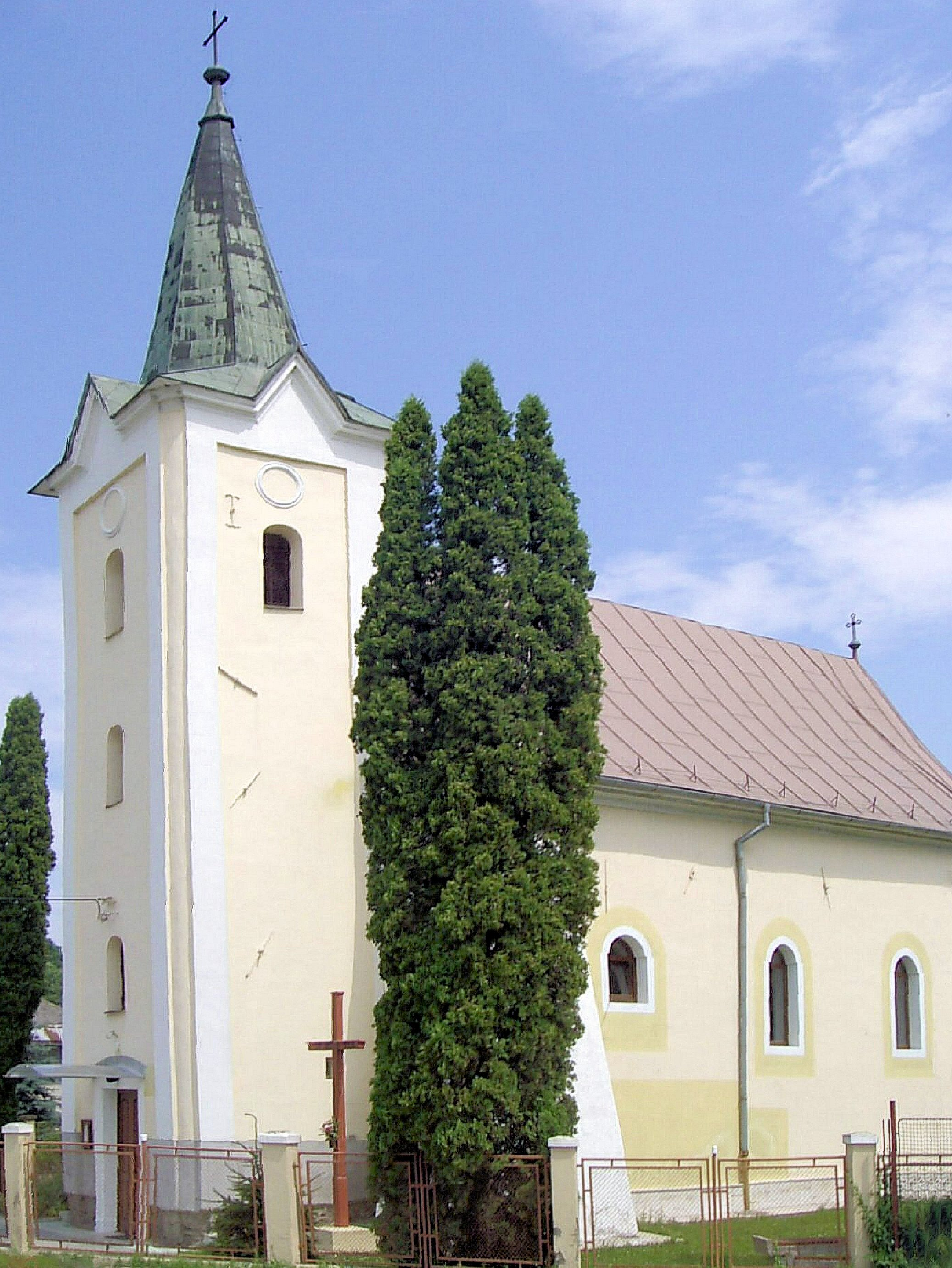
A Szent József templom

2001-ben 709 lakosából 701 szlovák volt.
2011-ben 777 lakosából 670 szlovák és 48 roma.

## Nevezetességei
- Szent József tiszteletére szentelt, római katolikus temploma 1763-ban épült barokk-klasszicista stílusban. Plébániáját 1997-ben újraalapították.